# 大衛·瓦拉道
大衛·瓦拉道（英語：David Goncalves Valadao；1977年4月14日—）是现任加利福利亚州第21选区的美国众议院议员，党籍为共和党。2022年之后代表选区重划后的第22选区。

## 生平
自2013年開始，他出任加利福尼亞州第21選舉區選出的美國眾議員。在成為國會議員之前，瓦拉道曾經擔任加利福尼亞州州議會議員。他在2010年當選州議會議員。瓦拉道的父母是葡萄牙移民。在美國國會，瓦拉道是共和黨內主張進行全面移民改革的議員。
瓦拉道的美國眾議員第二任期由於确诊COVID-19，無法參加他於2021年1月3日舉行的宣誓就職典禮。他在加利福尼亞州漢福德的家中隔離。他於2021年1月12日就任。
瓦拉道是10位投票赞成因煽动国会山骚乱而弹劾特朗普的共和党众议员之一，也是这10位议员中成功在2022年中期选举中成功连任的2位议员之一。